# Lešniški Vrh
Lešniški Vrh (prekmursko Lešniški vrej) je naselje v Občini Ormož.